# Lucy Brown
Lucy Brown, née le 13 février 1979 à Crawley, est une actrice britannique.

## Biographie
Lucy est née à Crawley, dans le Sussex de l'Ouest. Elle est la fille d'Helen et Christopher, et a un frère plus jeune, Mark. Après des études, Lucy Brown se tourne vers l'école de comédie Guildhall School of Music & Drama. Elle attire l'attention des producteurs de théâtre et de télévision.

### Vie privée
Elle a épousé l'acteur Adam Rayner, le soir du nouvel an 2015. Ils ont un fils ensemble, Jack, né le 28 décembre 2014, et une fille, Annie Rose, née le 11 juillet 2017,.

## Carrière
Son premier emploi est dans une publicité pour la marque de savon Lux où elle est apparue avec Gisele Bündchen . Elle apparait dans Sharpe's Challenge, Malice Aforethought , North and South avec Richard Armitage, Coup de foudre royal, et dans les doubles rôles de Claudia Brown et Jenny Lewis dans la série télévisée de science-fiction ITV1 Nick Cutter et les Portes du temps (Primeval, 2007–11). Après avoir quitté Nick Cutter et les Portes du temps, elle joue un rôle mineur dans The Philanthropist sur NBC. En 2010, elle est apparue dans Bonded By Blood et Frost face à Dean Cain. Brown revient dans Nick Cutter pour la saison 4 (en tant que Jenny Lewis).
Brown participe également fréquemment à des événements en direct présentés comme Word Theatre. Elle joue pour eux à Los Angeles et à Londres. Elle lit aussi des livres audio.
En 2012, elle a révélé qu'elle et Olivia Poulet écrivaient actuellement une comédie dramatique. En 2014, elle est apparue dans le drame télévisé The Village, interprété par Harriet Kilmartin. À ce jour son rôle le plus important est celui de Claudia Brown/ Jenny Lewis, dans la série de science-fiction britannique Nick Cutter et les Portes du temps, diffusée en France depuis le 29 décembre 2007 sur M6. Elle a également tourné dans le film d'horreur Minotaure en 2006.

## Filmographie
- 2005 : Coup de foudre royal (Whatever Love Means) (téléfilm)
- 2007-2011 : Nick Cutter et les Portes du temps